# 구룡포초등학교 구동분교
구룡포초등학교 구동분교는 대한민국 경상북도 포항시 남구 구룡포읍에 있던 공립 초등학교이다.

## 학교 연혁
- 1946년 1월 20일 개교
- 1946년 9월 13일 구룡포동부공립국민학교 석병분교장(석병초등학교) 분리
- 1996년 3월 1일 구동초등학교로 개칭
- 2010년 3월 1일 구룡포초등학교로 편입
- 2011년 3월 1일 폐교